# Commission de toponymie du Canada
 (janvier 2025).
 (janvier 2025).
La mise en forme du texte ne suit pas les recommandations de Wikipédia : il faut le « wikifier ».
Les points d'amélioration suivants sont les cas les plus fréquents. Le détail des points à revoir est peut-être précisé sur la page de discussion.
- Les titres sont pré-formatés par le logiciel. Ils ne sont ni en capitales, ni en gras.
- Le texte ne doit pas être écrit en capitales (les noms de famille non plus), ni en gras, ni en italique, ni en « petit »…
- Le gras n'est utilisé que pour surligner le titre de l'article dans l'introduction, une seule fois.
- L'italique est rarement utilisé : mots en langue étrangère, titres d'œuvres, noms de bateaux, etc.
- Les citations ne sont pas en italique mais en corps de texte normal. Elles sont entourées par des guillemets français : « et ».
- Les listes à puces sont à éviter, des paragraphes rédigés étant largement préférés. Les tableaux sont à réserver à la présentation de données structurées (résultats, etc.).
- Les appels de note de bas de page (petits chiffres en exposant, introduits par l'outil «  Source ») sont à placer entre la fin de phrase et le point final[comme ça].
- Les liens internes (vers d'autres articles de Wikipédia) sont à choisir avec parcimonie. Créez des liens vers des articles approfondissant le sujet. Les termes génériques sans rapport avec le sujet sont à éviter, ainsi que les répétitions de liens vers un même terme.
- Les liens externes sont à placer uniquement dans une section « Liens externes », à la fin de l'article. Ces liens sont à choisir avec parcimonie suivant les règles définies. Si un lien sert de source à l'article, son insertion dans le texte est à faire par les notes de bas de page.
- La présentation des références doit suivre les conventions bibliographiques. Il est recommandé d'utiliser les modèles {{Ouvrage}}, {{Chapitre}}, {{Article}}, {{Lien web}} et/ou {{Bibliographie}}. Le mode d'édition visuel peut mettre en forme automatiquement les références.
- Insérer une infobox (cadre d'informations à droite) n'est pas obligatoire pour parachever la mise en page.

Pour une aide détaillée, merci de consulter Aide:Wikification.
Si vous pensez que ces points ont été résolus, vous pouvez retirer ce bandeau et améliorer la mise en forme d'un autre article.
La Commission de toponymie du Canada (CTC) est un organisme national chargé de la gestion, de la normalisation et de la promotion des noms géographiques à travers le pays. Elle joue un rôle essentiel dans la préservation et la mise en valeur du patrimoine toponymique canadien, en veillant à ce que les noms des lieux reflètent les réalités culturelles, historiques, linguistiques et géographiques du Canada.

## Histoire
La CTC a été créée en [...] dans le cadre d’un effort national visant à harmoniser les pratiques de toponymie à travers les provinces et les territoires du Canada. Inspirée par des initiatives similaires dans d'autres pays, elle s'est donné pour mission de garantir une approche cohérente et inclusive de la nomination des lieux géographiques, tout en respectant les diversités culturelles et linguistiques du pays, notamment celles des peuples autochtones.

## Mission et objectifs
La Commission a pour principaux objectifs :
1. Normalisation des noms géographiques : Garantir une utilisation uniforme des noms dans les cartes, documents officiels et autres supports.
2. Protection du patrimoine culturel : Préserver les noms traditionnels et historiques, notamment ceux d'origine autochtone.
3. Promotion de la diversité linguistique : Respecter les deux langues officielles du Canada (anglais et français) et intégrer les langues autochtones dans la toponymie.
4. Éducation et sensibilisation : Promouvoir une meilleure compréhension de l'histoire et de la signification des noms géographiques.

## Structure organisationnelle
La CTC est composée de représentants des gouvernements fédéral, provinciaux et territoriaux, ainsi que d’experts en géographie, linguistique, et patrimoine culturel. Elle collabore également avec des organisations autochtones pour inclure leur point de vue dans ses travaux.

## Réalisations notables
- Base de données nationale : Création et maintenance d'une base de données des noms géographiques du Canada, accessible au public via des outils en ligne comme le Registre des noms géographiques du Canada.
- Reconnaissance des noms autochtones : Adoption officielle de noms autochtones historiques dans plusieurs régions, contribuant à la réconciliation avec les Premières Nations, les Inuits et les Métis.
- Publication de guides : Édition de directives et de normes pour la toponymie canadienne.

## Collaborations
La Commission collabore avec des organismes internationaux comme le Groupe des experts des Nations Unies pour les noms géographiques (GENUNG) et avec des organisations nationales comme les universités et les associations culturelles.

## Contact et ressources
Pour en savoir plus ou accéder à la base de données des noms géographiques, consultez le site officiel de la Commission de toponymie du Canada.